# Ceciliengymnasium Bielefeld
Das Ceciliengymnasium ist ein Gymnasium in Bielefeld im Stadtteil Bielefeld-Mitte mit rund 1000 Schülern. Namensgeberin der Schule ist Cecilie Auguste Marie Herzogin zu Mecklenburg-Schwerin.
Das Ceciliengymnasium bietet die Fremdsprachen  Englisch, Französisch, Latein, Spanisch, Russisch, Hebräisch und Japanisch an. Daneben findet eine besondere Förderung im mathematisch-naturwissenschaftlichen Bereich statt. Diese Förderung wird seit dem Sommer 2014 dadurch unterstützt, dass das Ceciliengymnasium seit Juli 2014 Mitglied im nationalen Excellence-Schulnetzwerk mathematisch-naturwissenschaftlicher Schulen kurz MINT-EC ist.
Auf der Nordseeinsel Spiekeroog betreibt das Ceciliengymnasium das Walter-Requardt-Schullandheim. Mit der Deutschen Schule in Montevideo (Uruguay), dem Collège – Lycée La Malgrange in Jarville-la-Malgrange bei Nancy, Frankreich und dem Miina-Härma-Gymnasium in Tartu (Estland) bestehen / bestanden Schulpartnerschaften.

## Geschichte
Die Schule wurde im Jahr 1856 als Privatschule mit evangelischer Tradition im Haus von Antonie Dietrich, Ehefrau des Musikdirektors Dietrich, gegründet. 1898 wurde die Privatschule in eine Stiftung mit dem Namen Evangelische höhere Privatmädchenschule umgewandelt. Zum 50. Jubiläum im Jahr 1906 wurde es der Schule erlaubt, sich nach Cecilie zu Mecklenburg-Schwerin Cecilienschule zu nennen. Die Umwandlung von einer privaten in eine öffentliche Schule erfolgte zwischen den Jahren 1912 und 1914. Kriegsbedingt wurde die Schule im Frühling 1945 geschlossen, bereits im Herbst 1945 wurde der Unterricht wieder aufgenommen. 1965 wurde die Schule in ein neu errichtetes Gebäude an der Oelmühlenstraße verlegt. Seit 1973 nimmt das Ceciliengymnasium auch Jungen auf (Koedukation). Für das Schuljahr 2023/2024 ist die Schule als Bündelungsgymnasium ausgewiesen.
Die Schule ist generell vier-zügig mit derzeit einem fünf-zügigen Jahrgang.

## Schülervertretung

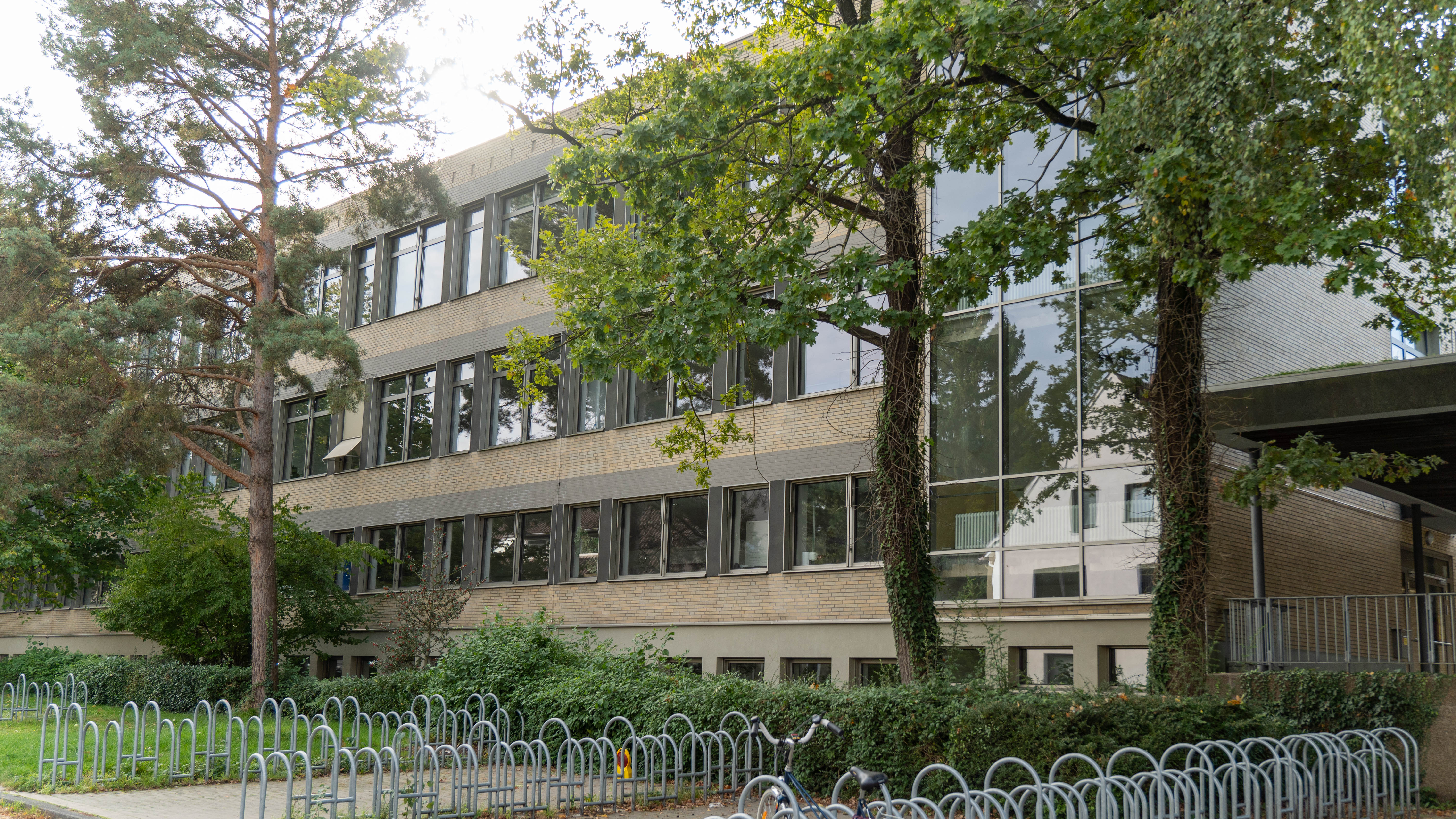
Das Ceci von der Straße aus gesehen.

Die Schülervertretung (SV) des Ceciliengymnasiums führt jährlich einen Nikolausverkauf, eine Unterstufenparty und einen Fair-Play-Tag für die sechsten Klassen in der Ravensberger Spinnerei durch und organisiert das Projekt Schüler helfen Schülern, welches vom Schul-Förderverein finanziell unterstützt wird. Die SV ist Mitglied in der BezirksschülerInnenvertretung Bielefeld. Seit dem zweiten Halbjahr des Schuljahres 2008/2009 gibt es am Ceciliengymnasium eine Unterstufen-SV. Das Gremium ist an der Schule von der SV eingerichtet worden, um eine bessere Einbindung der Unterstufe zu ermöglichen.

## Bekannte ehemalige Schüler und Lehrer

### Schüler
- Else Lohmann (1897–1984), Malerin des Expressiven Realismus
- Elisabet van Randenborgh (1893–1983), Schriftstellerin
- Sabine Kyora (* 1962), Literaturwissenschaftlerin und Hochschullehrerin
- Torsten Albig (* 1963), ehemaliger Politiker (SPD), Lobbyist
- Kay Szacknys, Theaterschauspieler und Kabarettist
- Laura Cuenca Serrano (* 1987), Schauspielerin und Sängerin

### Lehrer
- Hilde Ferber (1901–1967), Glasmalerin, Kunsterzieherin und Religionspädagogin
- Friedrich Gerhard Hohmann (1928–2025), Historiker